# Kampány (cukoripar)

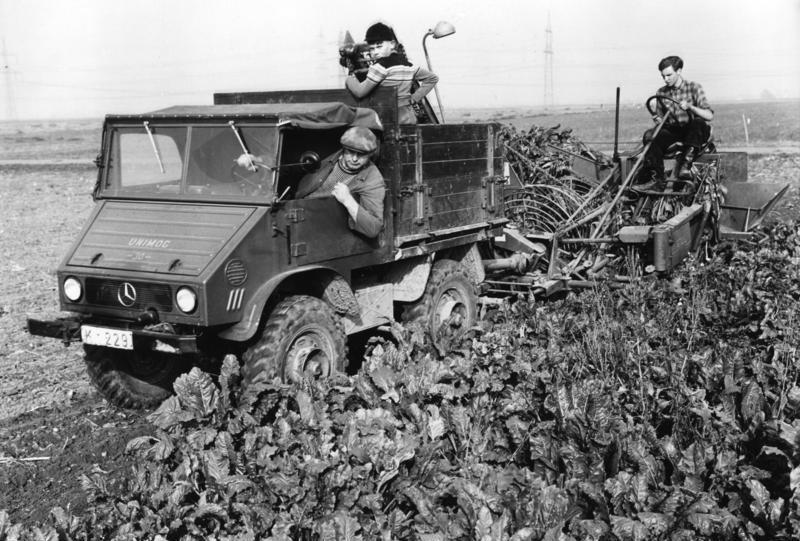
A cukorrépa betakarítása (1957)

A cukoripari kampány az alapanyag (cukorrépa vagy cukornád) feldolgozási időszaka, amikor a cukorgyár megszakítás nélkül, azaz heti hét napon és napi 24 órán át működik. A berendezések meghibásodása esetén nem állítják le a teljes gyártási folyamatot.
Európában a répakampány szeptember közepén kezdődik és december végéig – január közepéig tart,  az Amerikai Egyesült Államokban viszont a kampány hat hónapra is elnyúlhat. A cukornádat változó időszakokban dolgozzák fel, például az Antillákon februártól júniusig, Réunion szigetén szeptembertől novemberig.
Magyarországon a legrövidebb kampányt a selypi cukorgyár teljesítette 1945-ben, amikor a feldolgozást a háborús körülmények okozta répahiány miatt csak novemberben tudták elindítani, és négy nap alatt 476 tonna cukrot gyártottak.
Cukorrépa esetében a kampány kezdési időpontját a termény érési ideje határozza meg, ugyanis a répa cukortartalma csak október végig nő (a leggyorsabban július-augusztusban). Ennek ellenére a kampány kezdetének nem az első répaszállítmány megérkezését, hanem a mészkemence begyújtását tekintik.
Egyes gyárakban a répa feldolgozását két szakaszban végzik: először a répából sűrűlét gyártanak, majd a következő év tavaszán vagy nyarán az úgynevezett sűrűlékampányban állítják elő a cukrot.
A kampány alatt a cukorgyárak ideiglenes dolgozókkal egészítik ki a létszámot.